# 由良神社
由良神社（ゆらじんじゃ）は、京都府宮津市由良宮本2362にある神社。
旧社格は府社。常駐する神職がいない無住の神社であり、宮津市街地にある和貴宮神社の禰宜が神職を兼務している。由良川河口部左岸（西岸）にあり、由良地区の宮本・浜野路・港の氏神である。

## 祭神
- 伊弉諾命（いざなぎのみこと）
- 櫛御気命（くしみけぬのみこと）
- 誉田別命神（ほむたわけのみこと）

## 歴史

### 近世以前

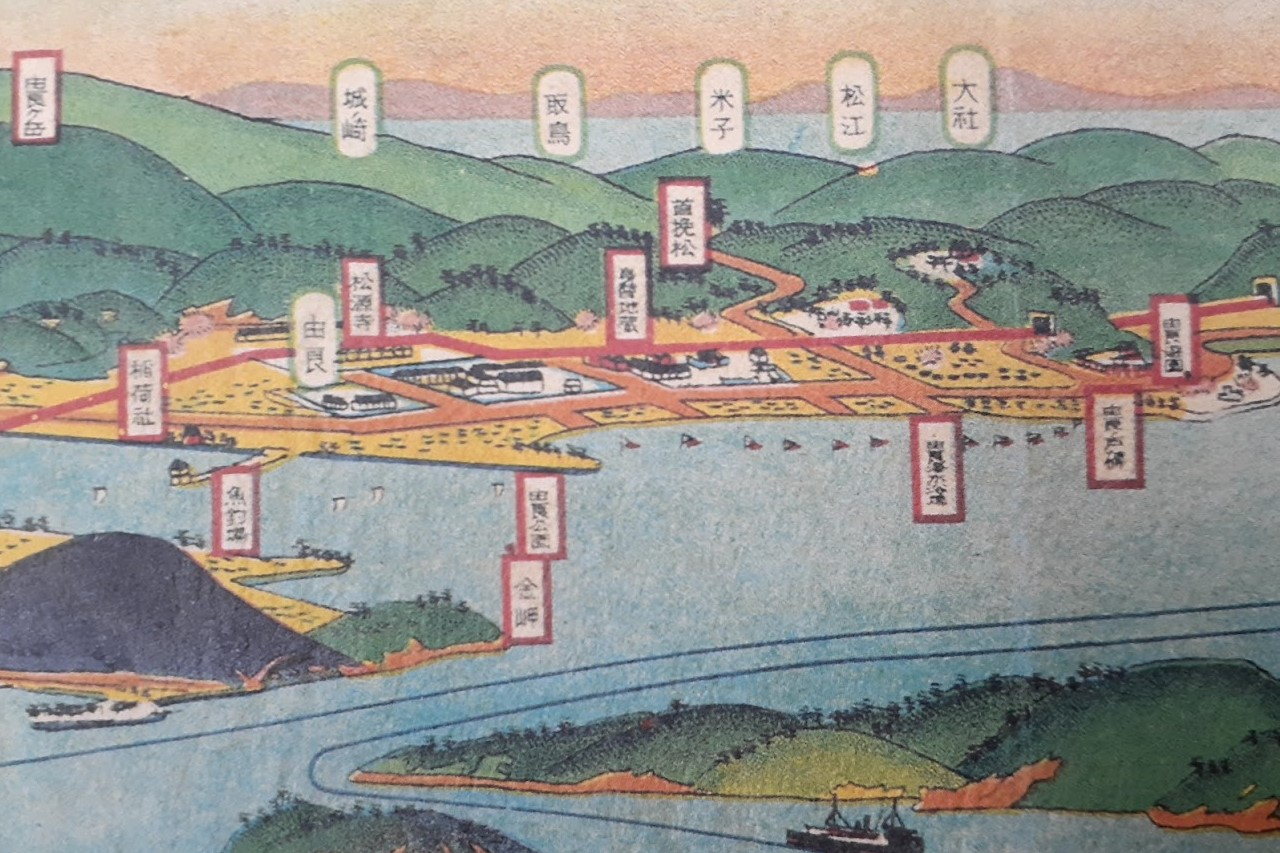
由良村付近。吉田初三郎『舞鶴を中心とせる日本海交通鳥観図』1924年

創建年は不詳。加佐郡由良村の南には霊峰（神体山）である由良ヶ岳があり、かつて由良神社は由良ヶ岳の山麓に祀られていたとされる。出雲国八束郡八雲村の熊野大社（出雲国一宮）から素戔嗚尊の分霊を勧請したとされる。
江戸時代には丹後田辺藩の歴代藩主から崇敬された。近世の由良は廻船業で栄え、人形浄瑠璃の演目として「由良湊千軒長者」も生まれている。かつては上宮・中宮・下宮の3社に分祀されていたが、正徳元年（1711年）に社殿が造営された際に統合されて一社となった。近世以前には熊野十二社大権現または熊野三所権現と称されており、享保16年（1731年）の丹後国加佐郡寺社町在舊記には熊野三所権現社と記されている。

### 近代

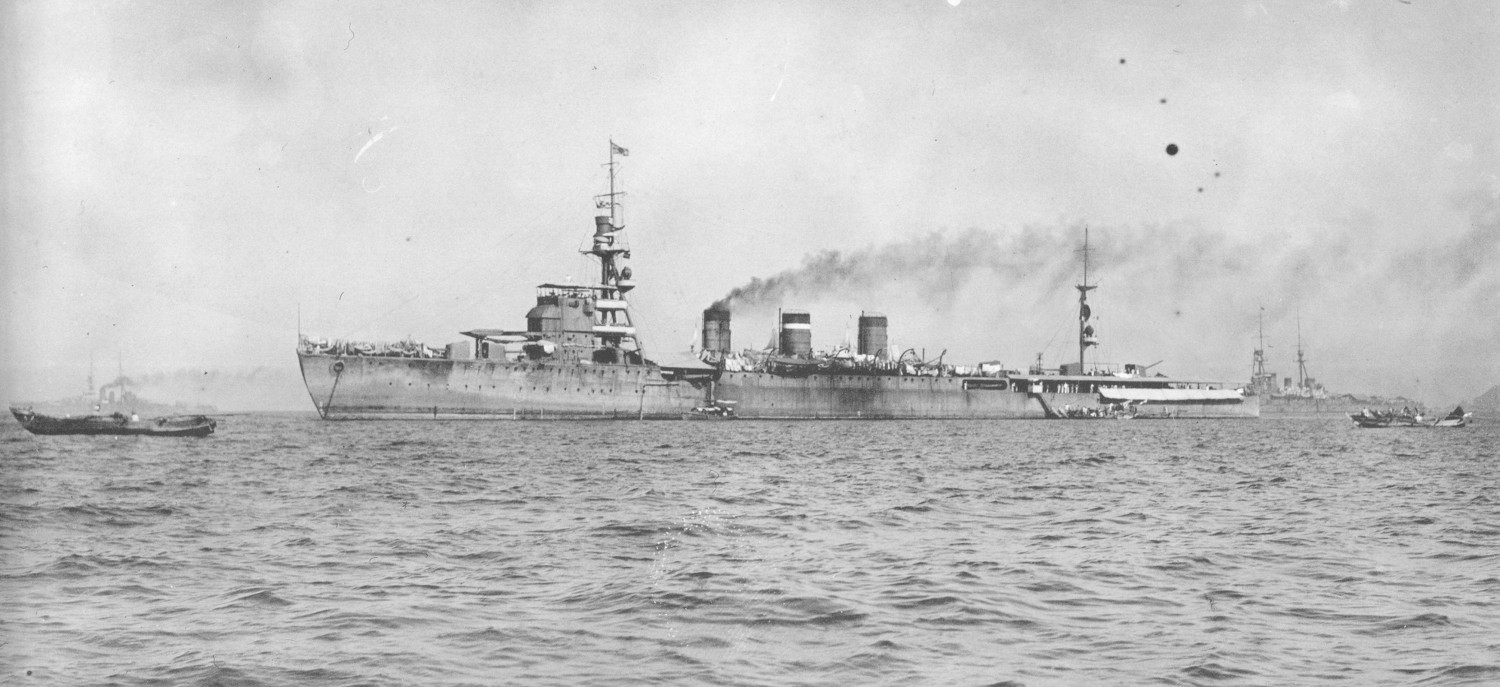
軽巡洋艦「由良」

1888年（明治21年）1月には京都・寺町鞍馬口にある花御所八幡宮の分霊を勧請、熊野三所権現に合祀し、社号を由良神社に改めた。1917年（大正6年）3月には新たな社殿の建設を開始し、同年10月に完成した。この際には社殿が山向き（南向き）から海向き（北向き）に変更されている。かつて社殿が由良ヶ岳を向いていた名残で、社殿の裏には拝所石が置かれている。
1922年（大正11年）に日本海軍の軽巡洋艦「由良」が進水すると、1923年（大正12年）5月には由良神社から艦内神社に対して分霊が行われた。「由良」から由良神社や由良小学校に艦を写した写真額が寄贈されたこともあり、由良村から「由良」に由良湊の名勝を描いた刺繡額が寄贈されたこともあった。1926年（大正15年）9月6日、小槙和輔艦長ら乗員約500人が由良神社に参拝した。1927年（昭和2年）8月31日、豊田副武艦長ら乗員約500人が由良神社に参拝し、奄美大島のソテツ1株が献納された。
1927年（昭和2年）頃には村社から郷社への昇格運動が行われ、永浜宇平の協力もあって1928年（昭和3年）10月24日には郷社への昇格を果たした。1936年（昭和11年）には社殿が落雷にあって炎上した。「由良」の豊田艦長の働き掛けもあって、1942年（昭和17年）9月には郷社から府社への昇格を果たした。1956年（昭和31年）には由良村が宮津市と合併し、以後は宮津市由良が所在地となっている。

### 近年の動向

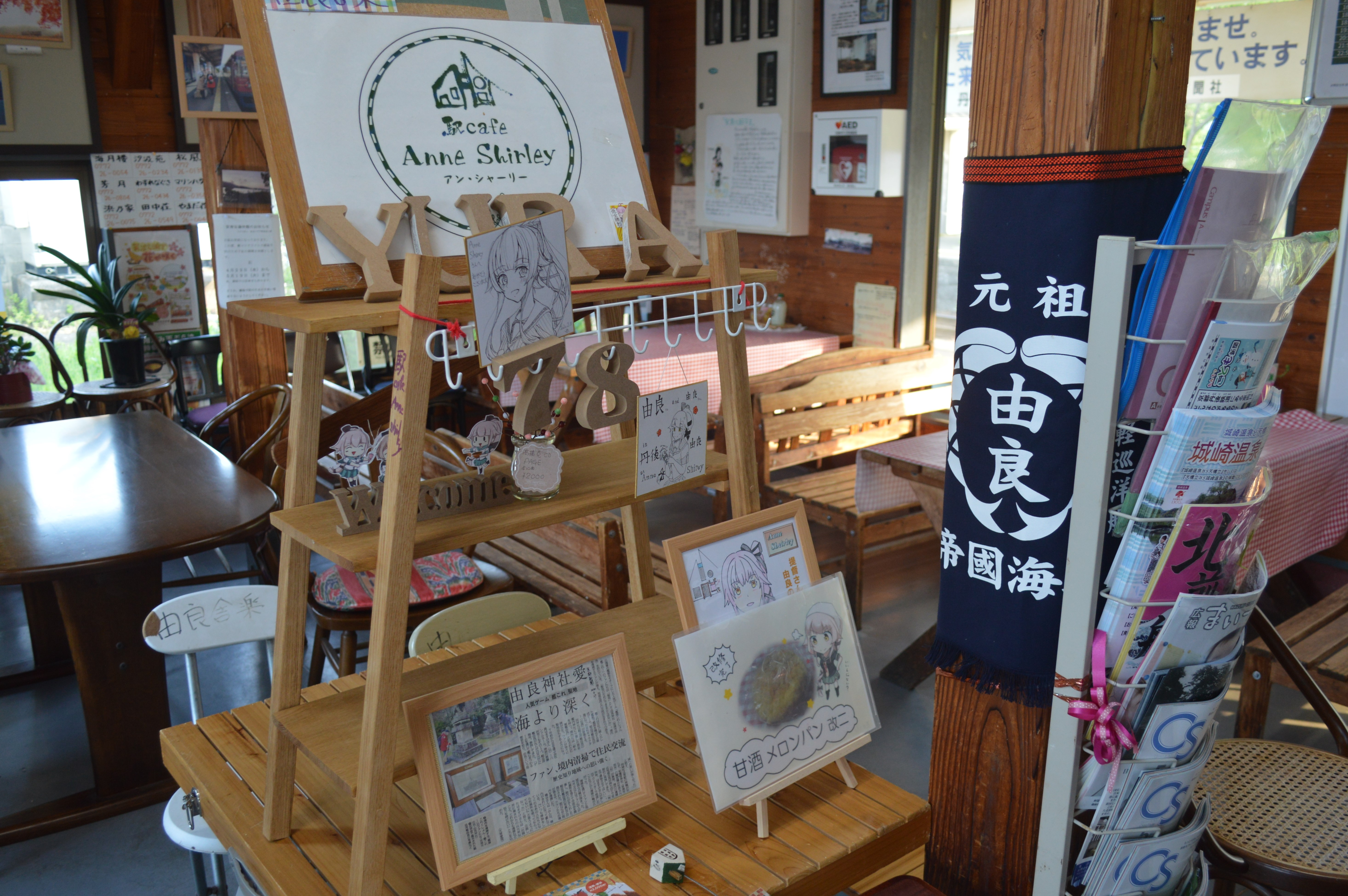
由良神社とともに"聖地巡礼"の対象となっている丹後由良駅

2010年代には、軍艦が女性に擬人化された「艦隊これくしょん -艦これ-」のブームが起こった。艦これには軽巡洋艦「由良」に由来する女性キャラ「由良」が登場し、由良神社も艦これファンによる"聖地巡礼"の対象となった。「由良」が沈没した日（1942年10月25日）に因んで毎年10月25日に参拝する聖地巡礼者もいる。常駐する神職がいない神社であることから、境内の清掃は地域住民が持ち回りで行っていたが、2019年（令和元年）秋には艦これファン有志が清掃を手伝うようになり、艦これファンと地域住民の間に交流が生まれた。2020年2月9日には社務所に「由良」の写真が展示され、艦これファンと地域住民の交流会が行われた。
舞鶴市で艦これのイベントが開催された際には、由良の集落に約300人のファンが訪れたこともあった。2020年（令和2年）12月5日、由良地区公民館に同人サークル「かんたんのゆめ」を迎え、「軽巡洋艦 由良についての勉強会」が開催された。2021年（令和3年）12月5日、由良地区公民館で京都府立大学由良ACTR成果報告会「由良神社と由良艦」が開催され、由良神社の文書・建造物・狛犬などの調査報告、旧海軍に関する調査発表などが行われた。
2021年（令和3年）には京都府立丹後郷土資料館の調査によって、「由良」と由良神社の関連を裏付ける文書3点が発見された。「由良」の艦長だった豊田副武が由良神社の府社昇格を京都府知事に対して嘆願する書類などが含まれている。

## 境内
- 本殿
- 拝殿
- 社務所
- 鳥居

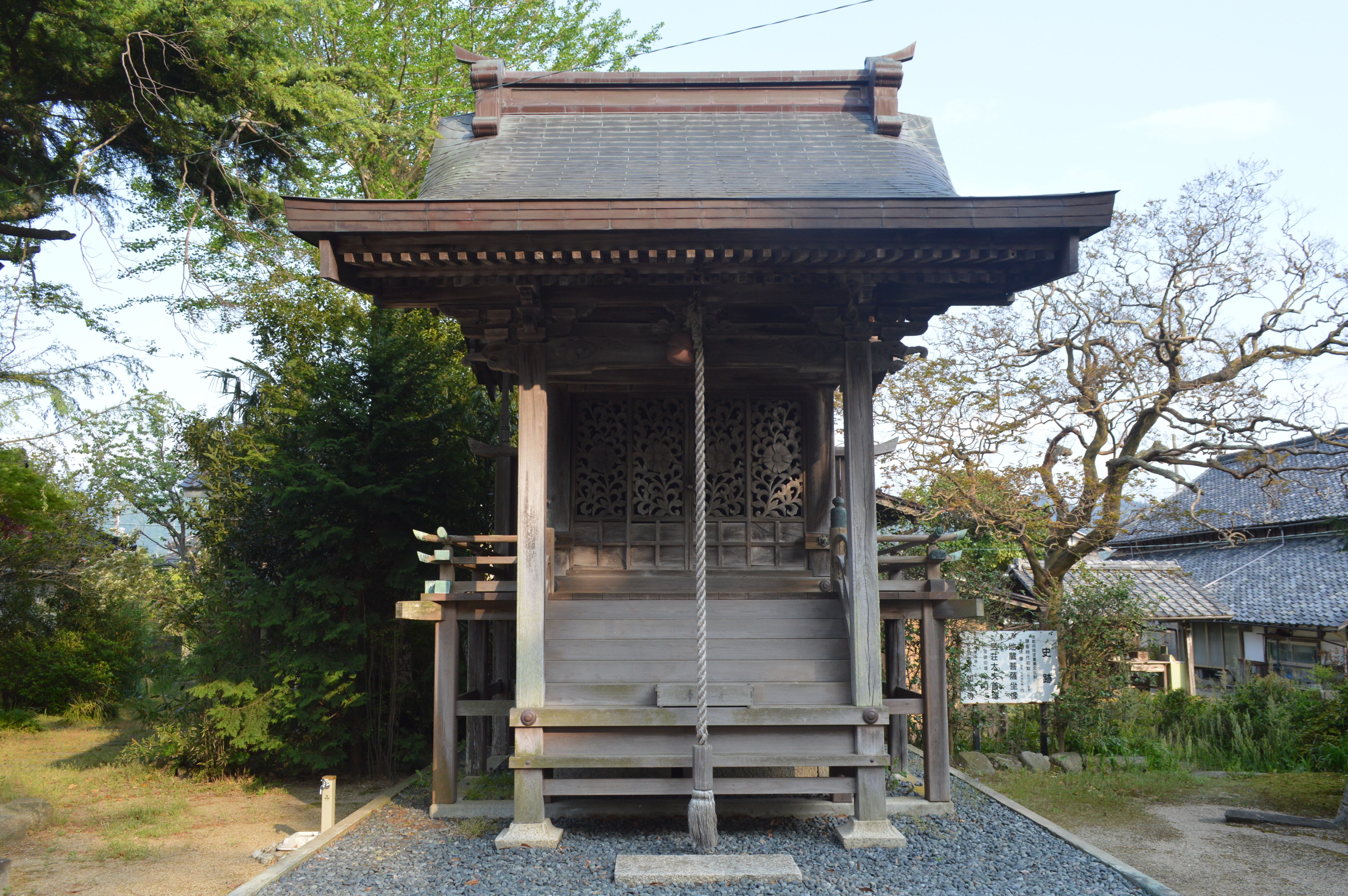
熊野神社

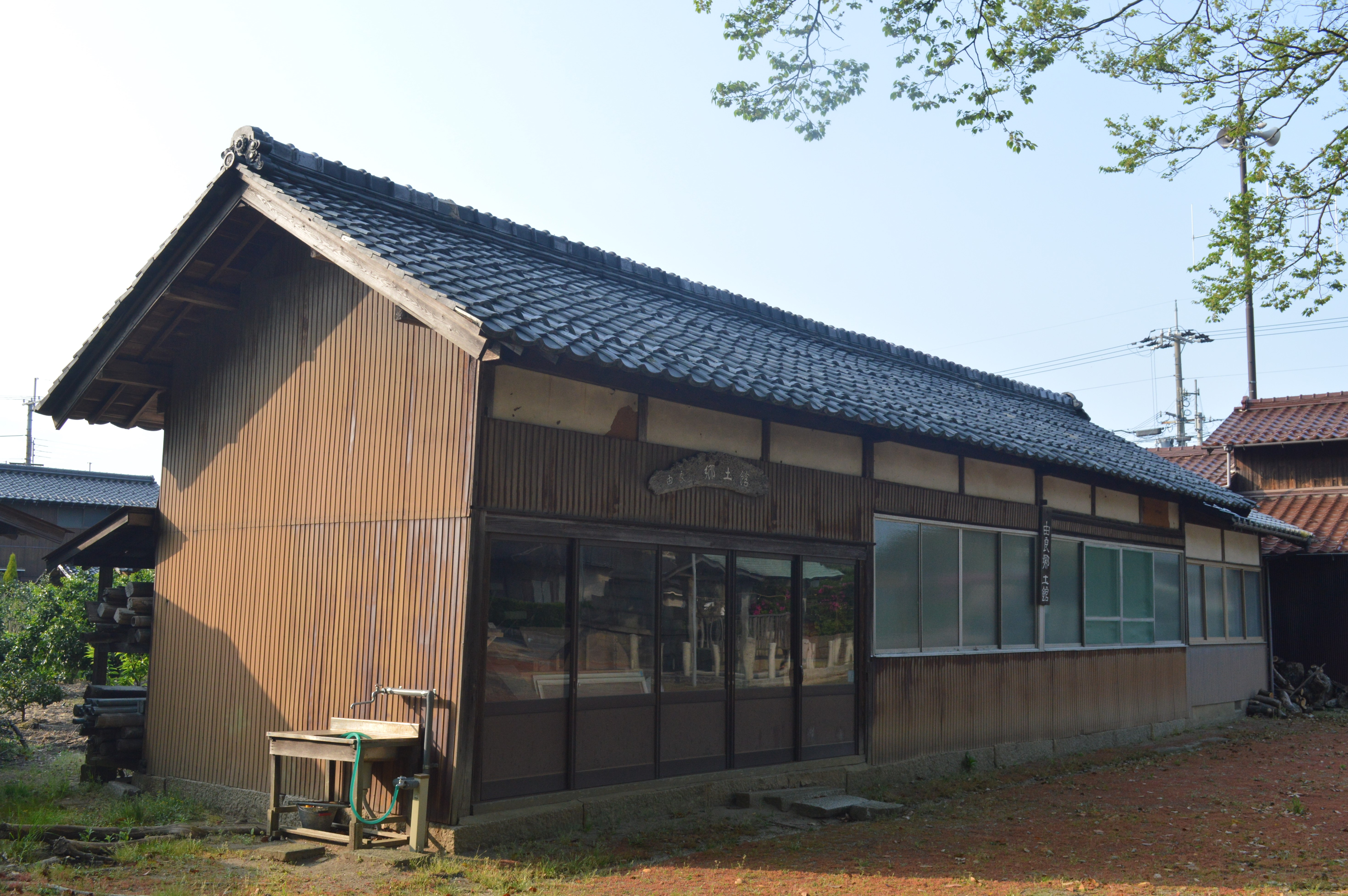
由良郷土館

- 新宮凉庭顕彰碑 - 新宮凉庭は丹後国加佐郡由良村出身の蘭方医。
- 由良郷土館 - 考古資料・民俗資料など約200点を収蔵する[7]。小規模ではあるが郷土史研究の点で注目を集めているとされる[7]。
- ソテツ - 1927年（昭和2年）8月31日に「由良」の豊田副武艦長らが参拝した際に献納された奄美大島のソテツが植えられている[4]。

### 境内社
- 熊野神社 - 一間社流造。正徳元年（1711年）に水嶋弥右衛門と高橋重右衛門を棟梁として建立された。

## 行事
- 2月 - 厄除祭
  - 一般的に茅の輪くぐりは6月に行われるが、由良神社では2月に行うのが珍しい[8]。この厄除け神事は丹後地方最古とされる[7]。
- 10月第2日曜 - 例大祭。
  - 宮本・浜野路・港を氏子区域とする由良神社、脇を氏子区域とする奈具神社、下石浦を氏子区域とする住吉神社、上石浦を氏子区域とする中路神社で共同の祭礼を行い、由良祭と総称される[9]。もともとはそれぞれの神社が異なる日に祭礼を行っていたが、やがて同じ日に実施するようになった[9]。神楽踊が奉納される[2]。

## 現地情報
所在地
- 626-0071 京都府宮津市由良宮本2362

交通アクセス
- 京都丹後鉄道宮舞線丹後由良駅から徒歩約8分